# Goździk kosmaty
Goździk kosmaty (Dianthus armeria L.) – gatunek rośliny należący do rodziny goździkowatych. Rośnie dziko w prawie całej Europie, a także na Bliskim Wschodzie i w południowo-zachodniej Azji (Iran, Turcja, Kaukaz). W Polsce jest dość częsty na niżu i na pogórzu, w górach jest dużo rzadszy. W niektórych krajach jest uprawiany jako roślina ozdobna.

## Morfologia
PokrójRoślina darniowa tworząca luźne kępki o wysokości 40 – 80 cm. Cała roślina pokryta jest woskiem i krótko owłosiona. Nie wytwarza pędów płonnych.
ŁodygaWzniesiona, widlastorozgałęziająca się, sztywna.
LiścieUlistnienie naprzeciwległe. Liście lancetowate, całobrzegie, ostro zakończone, bez przylistków, o szerokości do 2 – 5 mm. Są zrośnięte nasadami i podobnie jak łodyga pokryte woskiem. Ich pochwy mają podobną długość jak szerokość, lub są krótsze.
KwiatyMają czerwony kolor, średnicę ok. 1 cm, są siedzące lub krótkoszypułkowe. Zebrane są w zbity kwiatostan na szczycie łodygi. Zielony, cylindryczny, długi kielich składa się z 5 zrośniętych działek Łuski podkielichowe w liczbie 2–4 są prawie tak długie, jak kielich. Korona składa się z 5 ząbkowanych i nakrapianych płatków, wewnątrz niej 1 słupek i 10 pręcików z fioletowymi pylnikami.
OwocTorebka otwierająca się 4-ząbkami. Nasiona drobne, liczne.

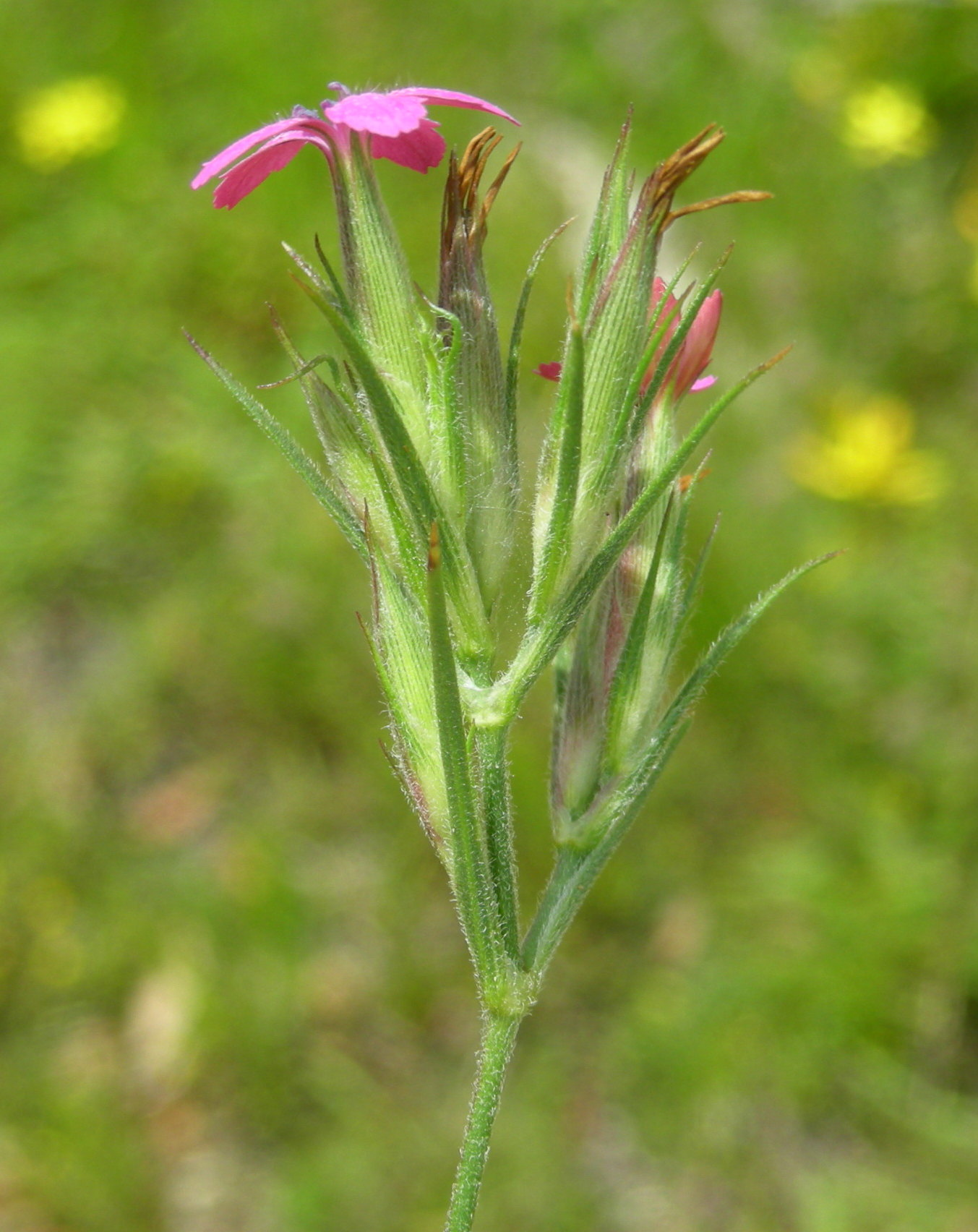
Kwiatostan
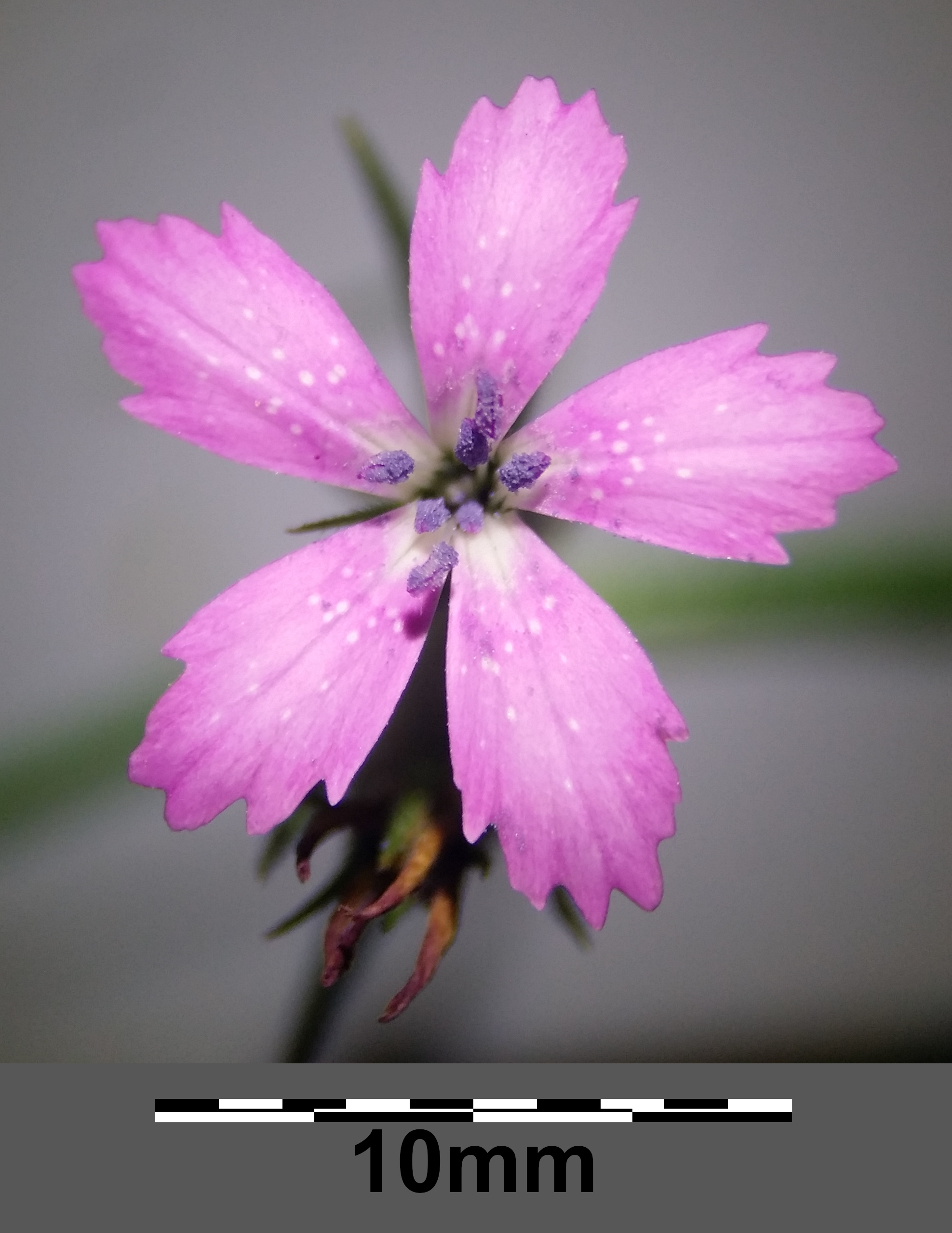
Kwiat
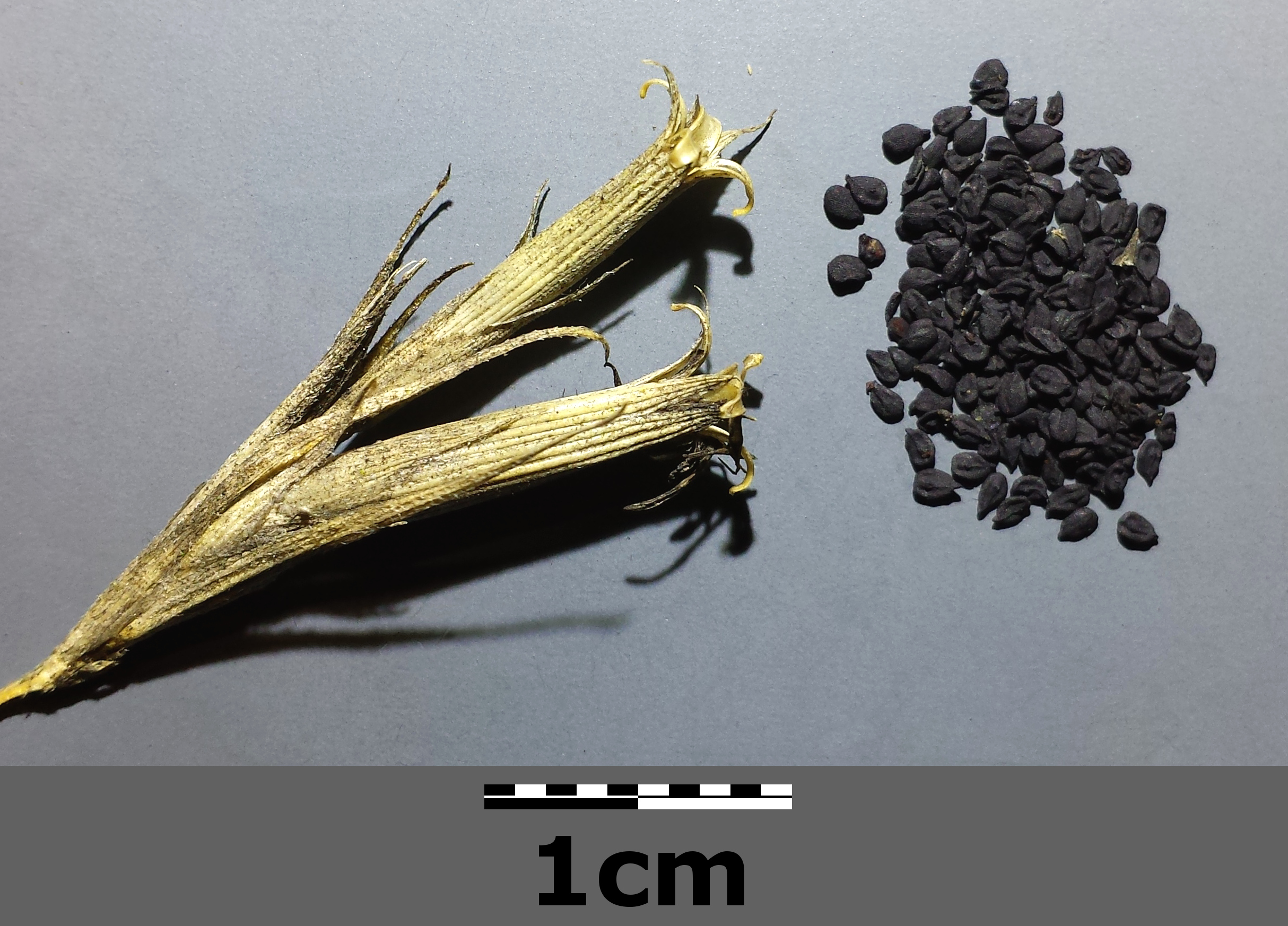
Owoce i nasiona

## Biologia i ekologia
Roślina dwuletnia, hemikryptofit. Siedlisko: łąki, suche murawy,piaski, obrzeża lasów i zarośli. Rośnie na stanowiskach słonecznych lub nieco tylko zacienionych, głównie na glebach suchych, o odczynie kwaśnym lub nieco zasadowym. Najwyżej położone jego stanowisko w Polsce znajduje się na Łopienniku w Bieszczadach (800 m n.p.m.). Kwitnie od czerwca do sierpnia.

## Zmienność
- Tworzy mieszańce z goździkiem kartuzkiem, goździkiem kropkowanym, goździkiem okazałym[6]
- Występuje w dwóch podgatunkach[3]:
  - Dianthus armeria L. subsp. armeria
  - Dianthus armeria subsp. armeriastrum (Wolfner) Velen. (syn. Dianthus armeriastrum Wolfner

## Ochrona
Roślina objęta w Polsce ścisłą ochroną gatunkową. Zagrożona jest na niektórych stanowiskach przez zarastanie ich drzewami i krzewami a także wskutek działalności człowieka: zalesiania lub zaorywania tych stanowisk.